# Curriculum vitae
El curriculum vitae (abreviatura: CV), currículum,currículo, resume u hoja de vida es un documento con  estudios, méritos, cargos, premios, experiencia laboral que ha desarrollado u obtenido una persona a lo largo de su vida laboral o académica. 
Se suele exigir en forma de documento para verificar la idoneidad de un candidato al optar a un puesto de trabajo. Junto a la carta de presentación, es el documento destinado a presentar en un único lugar toda la información que puede resultar relevante en un proceso de selección de personal o en una entrevista. En la gran mayoría de casos, no debe exceder una página de longitud.
El término suele aplicarse en la búsqueda de empleo. En estos casos, el aspirante a un empleo, beca o similar debe presentar un documento con todo lo que ha hecho hasta la fecha, a modo de resumen de sus méritos. Existen distintas formas de presentarlo, pero suelen incluirse los datos personales, formación académica, experiencia laboral, publicaciones y otros datos de interés como pueden ser idiomas, habilidades o competencias, siempre relacionados con el puesto al que se vaya a optar.

## Etimología
Según el Diccionario panhispánico de dudas, en español es una locución derivada del latín cuya traducción literal es «carrera de la vida» y que, en su forma nominal masculina, designa «la relación de datos personales, formación académica, actividad laboral y méritos de una persona». Es una locución invariable en plural. Tampoco existe un sustantivo femenino, por lo que no se acepta el uso de currícula. De acuerdo con la nueva Ortografía (2010), las locuciones latinas «deben escribirse, de acuerdo con su carácter de expresiones foráneas, en cursiva (o entre comillas) y sin acentos gráficos, ya que estos no existen en la escritura latina». Este nuevo cambio suprimió la anterior recomendación (1999), que permitía acentuar gráficamente las voces extranjeras según las reglas de acentuación del español, lo que dio lugar a la grafía «currículum vítae»; en adelante, el Diccionario de la lengua española solo admite curriculum vitae (sin tilde y en itálica). La misma obra emplea «currículum» (con tilde y en redonda) como variante adaptada al lenguaje usual.
Cuando se hace referencia al conjunto de asignaturas o materias que comprenden una carrera o estudio, se prefiere la palabra currículo. No obstante, «currículo» también se puede emplear como grafía alternativa de curriculum vitae. Ambas formas están aceptadas, pero es preferible utilizar curriculum vitae para no confundirlas.
En otros idiomas, como el inglés o el francés, curriculum vitae puede abreviarse a C. V. o ser sustituida por résumé, es decir, «resumen» o su equivalente en cada idioma. Allí se suele reservar la expresión curriculum vitae o simplemente vita para los prolijos currículos académicos.

## Estructura

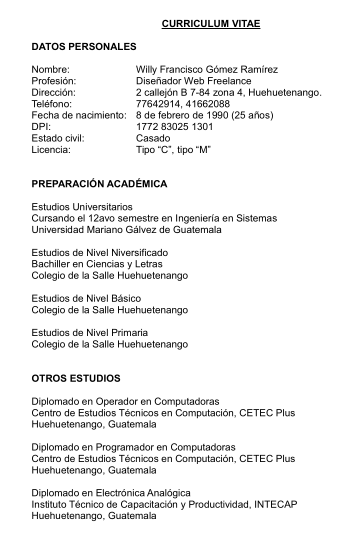
Ejemplo de un currículum inverso funcional simple

El tipo de hoja de vida depende de su organización y formato, ya sea en papel u otro medio. Dependiendo del modo en que se organice la información, el curriculum vitae puede ser:
- Cronológico inverso: en el que se listan datos desde el empleo más reciente hasta el más antiguo.[11] Es el más popular. No es recomendado el modelo cronológico que empieza con el empleo más antiguo.
- Funcional: en el que los datos se ordenan por bloques temáticos. Es el más recomendable, si la experiencia es muy dispersa, o si la persona interesada no ha trabajado durante un tiempo.[11]
- Por proyectos: destaca los proyectos de la persona aspirante y las competencias que ha adquirido, siempre y cuando estén relacionadas con la oferta de empleo.

Se puede emplear un currículum combinado o mixto, que combina distintas estructuras para destacar aspectos positivos varios. Este modelo es más difícil de armar. Puede ser útil para personas de amplia experiencia o que han logrado amplios resultados.
Existen diversos modelos normalizados, establecidos por las instituciones oficiales. En el 2004, la Unión Europea estableció el «Europass», un modelo común para velar por la transparencia de las cualificaciones y las competencias, aunque solo recomendable en organismos oficiales, debido a su longitud.

## Longitud
En la mayoría de países, se recomienda que el tamaño del currículum no exceda una página. Para personas de más de 15 años de experiencia, se puede llegar a 2 páginas. 
Algunas personas incluyen además una carta de motivación o de presentación, en la que explican las razones por las que han solicitado el puesto y creen que encajan mejor. Otros incluyen una carta de recomendación, en la que otra persona (generalmente, un anterior empleador) da referencias del aspirante y defiende su valía.

## Contenido
El texto debe ser claro, breve y preciso, sin exageraciones ni falsedades. Tampoco deberán cometerse errores ortográficos.
Normalmente se incluyen:
- Datos personales (Recomendados: nombre, teléfono, correo electrónico, ciudad. Opcional: número de identificación, estado civil, fecha de nacimiento, dirección exacta y país)
- Objetivos (opcional)
- Educación o formación (tanto formal, con título reconocido por organismos y entidades oficiales como informal)
- Experiencia laboral y resultados
- Conocimientos o destrezas
- Información adicional (relacionados con el puesto)

La fotografía es opcional y depende de cada empleador: aunque algunos la piden para conocer mejor al aspirante o para puestos de cara al público, otros la rechazan para no verse influidos por cuestiones ajenas a los méritos laborales. En caso de incluirse, se recomienda que sea a color y libre de filigranas que distraigan. En Estados Unidos no se recomienda el uso de fotografías.

## Mejores prácticas
Una hoja de vida efectiva no es solo una lista de actividades o responsabilidades (planeación, ejecución, manejo de..., etcétera). Esto puede dar una impresión negativa sobre el candidato, debido a su superficialidad. Las hojas de vida efectivas dan evidencia, métricas y ejemplos concretos de los resultados en cada puesto. Por ejemplo, no es suficiente decir "Encargado/a del área de ventas", que es una simple actividad; se debe soportar con evidencia de resultados y métodos, tal como:

"Aumentó las ventas de la división en 30% con respecto al año anterior, usando nuevas técnicas de incentivos para los vendedores."

Además, la hoja de vida debe adaptarse a cada puesto de trabajo al que se esté aplicando. Esto se hace listando o resaltando los logros más relevantes para el puesto específico. Se recomienda tener una hoja de vida "general", de la cual se crean versiones "específicas" para enviar individualmente a diferentes empleos.

## Currículo en internet
La popularización de internet ha propiciado el uso de redes sociales profesionales (LinkedIn, Xing), redes o portales de empleo y de otros formatos más creativos con contenido multimedia como webs personales o videocurrículum que complementan y refuerzan la búsqueda de empleo.